# Luna Park (Buenos Aires)
Der Luna Park (span. Luna = Mond) ist ein Hallenstadion im Stadtteil San Nicolás in Buenos Aires, Argentinien, das für Veranstaltungen verschiedener Art, von Sport bis Musik, genutzt wird. Er wurde 1932 zunächst ohne Hallendach erbaut und kurz darauf mit einem Dach versehen.
Der Luna Park liegt zwischen der in Nord-Süd-Richtung verlaufenden Straße Bouchard und der Avenida Eduardo Madero sowie zwischen der in Ost-West-Richtung verlaufenden Avenida Corrientes und der Straße Lavalle in unmittelbarer Nähe des Hafenviertels Puerto Madero.
Der Luna Park wurde 2007 als National Historic Monument gelistet.

## Geschichte
Der Luna Park wurde 1910 von dem italienischen Kaufmann Domingo Pace als offener Straßenmarkt inmitten der Stadt gegründet. In den 1920 wurde der Straßenmarkt in einem allgemeinen Vergnügungspark umgebaut und wurde Sport- und Freizeitpark für die argentinische Oberschicht, wurde aber bis 1929 allmählich vernachlässigt. 1931 kauften Ismael Pace, der Sohn des Gründers, und der Boxer Jose Pepe Lectoure das Anwesen und nannte es Estadium Luna Park. Sie errichteten dort eine Box-Arena, die 1932 eröffnet wurde. Die Halle florierte bis in die 1950er Jahre, als die Anzahl der Besucher immer weniger wurde. Die beiden Eigentümer begannen mit einer Sanierung der Anlage, starben aber beide, bevor die Renovierung abgeschlossen war. Die Arena fiel als Erbe an Lectoures Sohn Juan Carlos Lectoure, unter dessen Leitung sich Luna Park zu einem Zentrum für Musik und Konzerte und insbesondere für die argentinische Rockszene entwickelte. 2013 vermachten seine Erben den Luna Park an die argentinische Caritas und an die Salesianer.

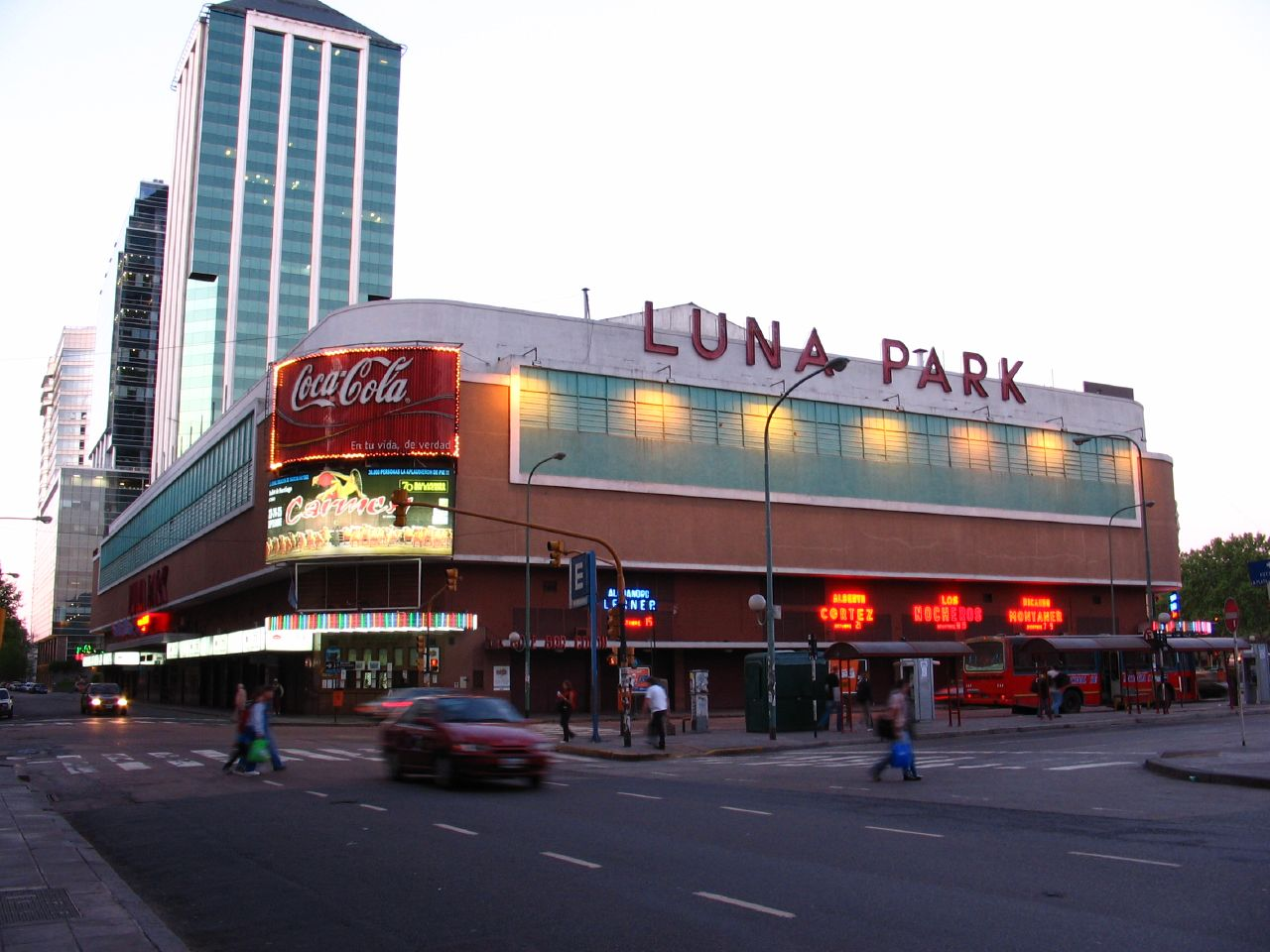
Luna Park in Buenos Aires

### Veranstaltungen
Im Luna Park fanden u. a. mehr als 20 Boxwettkämpfe, Weltmeisterschaften im Volleyball und Basketball, Tennisturniere, Radrennen sowie Zirkus statt, im Jahre 1989 auch die Hochzeitsfeier von Diego Maradona.
Die deutsche Punkrockband Die Toten Hosen spielten am 18. Oktober 2003 bei ausverkauftem Haus vor 8.000 Zuschauern. Als Vorband trat die argentinische Punkband Los Violadores auf.
In den Jahren 2006, 2007 und 2008 wird anlässlich der Renovierung des bedeutendsten Theaters von Buenos Aires, des Teatro Colón, der Großteil seines Programms im Luna Park gespielt.